# Griffon bruxellois
För andra betydelser, se Griffon.
Griffon bruxellois är en hundras från Belgien. Namnet kan även syfta på griffon belge och petit brabançon, som är varianter av samma ras, det enda som skiljer dem åt är hårlag och pälsfärg. En griffon bruxellois väger omkring 3,5–6 kg och räknas som dvärghund.

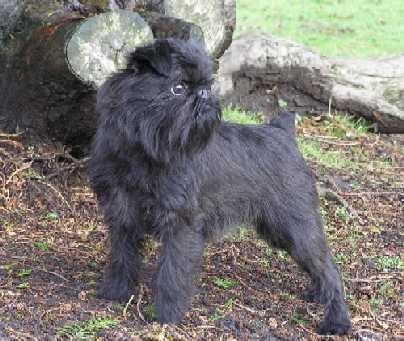
Griffon belge
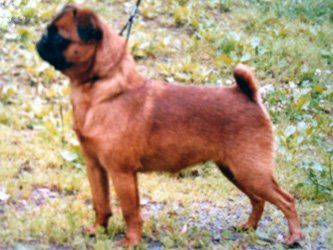
Petit brabancon

## Historia
De små belgiska griffonerna härstammar från stall- och råtthundar som gått under namnen Chien Barbu (skäggig hund), Griffon d'Ecurie (stall-griffon) och smousje. Dessa var besläktade med schnauzer och pinscher, särskilt anses griffon stå nära affenpinscher och hollandse smoushond. Vid mitten av 1800-talet började stallhundarna förädlas för att få fram dvärghundar. Främst var det mops som korsades in och som gett upphov till den korta nosen. Man tror att även king charles spaniel användes vilket skall ha bidragit till den rödaktiga, svarta och ljusbruna färgen som den nutida griffon bruxellois och griffon belge har.
1883 visades de på hundutställning första gången och stambok började föras. Även efter det har mops samt yorkshireterrier korsats in.
Griffon bruxellois blev allt populärare mot slutet av 1800-talet. Drottning Marie Henriette var hundentusiast och besökte ofta hundutställningar, ofta tillsammans med dottern. Drottningen började föda upp griffon bruxellois, vilket gjorde rasen populär och rasklubbar startades i både Storbritannien och USA.
Första och andra världskriget blev en katastrof för rasen. Vid slutet av andra världskriget fanns det knappt några inhemska griffoner kvar och det var endast genom uppfödare i främst England som rasen överhuvudtaget överlevde.  
Rasen har aldrig varit särskilt stor eller populär, även om den hade ett litet uppsving i slutet av 1950-talet och numera är en ganska ovanlig ras. Dock blev den populärare efter filmen Livet från den ljusa sidan och även på grund av ökade intresset för knähundar rent generellt.

## Egenskaper
Rasen är tillgiven och vänlig , med ett uppmärksamt och livligt temperament. Den är nyfiken och orädd., en intelligent hund med egen personlighet.

## Utseende
Griffon bruxellois är en trubbnosig (brakycefal) hundras på grund av att man har avlat på ärftliga defekter så att hundarnas skallben blivit kortare än normalt. Alla tre raser är små, med ett platt ansikte, tydlig haka och stora, brett sittande ögon. Alla tre raserna är robusta knähundar med satta, välbalanserade kroppar som ger dem ett nästan fyrkantigt utseende när man ser dem från sidan. En griffon ska vara muskulös, kompakt, med bra benstomme och ska inte verka skör.

## Griffon Bruxellois i populärkulturen
- I filmen Livet från den ljusa sidan (1997) spelade sex griffon bruxellois rollen som Verdell.
- I filmen Gosford Park har Rolf Liechti en griffon bruxellois.
- I komediserien Spin City, spelas Carters suicidale hund Rags av en petit brabançon vid namn Wesley.
- Markoolio äger två hundar av rasen griffon bruxellois, som också medverkat i den svenska komediserien Hem till Midgård.